# (7312) 1996 AT3
1996 أي تي 3 (ويعرف أيضًا باسم (7312) 1996 أي تي 3 وفق تسمية الكوكب الصغير) (بالإنجليزية: 1996 AT3)‏ هو كويكب ضمن حزام الكويكبات؛ وترتيبه 7312 من حيث الاكتشاف.
اكتُشف هذا الجُرم الفلكي بواسطة هيروشي كانيدا في 13 يناير 1996.

## وصلات خارجية
- (7312) 1996 AT3 في قاعدة بيانات مختبر الدفع النفاث لأجرام النظام الشمسي الصغيرة

- الاكتشاف · مخطط المدار ·  العناصر المدارية · المعلمات المادية

- (7312) 1996 AT3 على موقع ويكي سكاي: DSS2, SDSS, GALEX, IRAS, Hydrogen α, X-Ray, Astrophoto, Sky Map, Articles and images